# 科斯蒂克·斯特凡内斯库
科斯蒂克·斯特凡内斯库（羅馬尼亞語：Costică Ștefănescu，1951年3月26日—2013年8月20日），罗马尼亚男子足球运动员。他曾代表罗马尼亚国家队参加1984年欧洲足球锦标赛，结果队伍止步小组赛阶段。